# Wojewódzkie Przedsiębiorstwo Komunikacyjne w Toruniu
Wojewódzkie Przedsiębiorstwo Komunikacyjne w Toruniu – jedno z Wojewódzkich Przedsiębiorstw Komunikacyjnych w Polsce w czasach PRL, działające na terytorium województwa toruńskiego. Powstało w 1976 roku, a w jego skład weszły: MPK w Toruniu i MPK w Grudziądzu, które otrzymało nazwę Zakład Komunikacji Miejskiej w Grudziądzu. W 1981 roku przedsiębiorstwa te ponownie się usamodzielniły.